# 小淘气尼古拉
小淘气尼古拉（法語：Le petit Nicolas）她是由勒内·戈西尼文字创作和讓-雅克·桑貝（Jean-Jacques Sempé）配画的系列漫画故事。最初发表在波尔多的《西南周日报》专栏里。随后1959年由德诺埃出版社（Denoël）在杂志《飞行员》上连载，並陸續改編成真人電影、電視動畫。

## 主要儿童角色
- 尼古拉（法語：Nicolas）：故事的主角，调皮的男孩子，对诸如友谊、公平等等相当敏感。
- 克勞岱（法語：Clotaire）：在班上成绩垫底，常因回答不了老师的提问而被罚站。
- 亞斯特（法語：Alceste）：尼古拉最要好的朋友，有点肥胖，总是在吃东西。
- 奧得：身体强壮，总喜欢打别人的鼻子。
- 傑夫 ：有个有钱的老爸，想要什么老爸就给买什么。
- 阿南 ：全班成绩排名第一，可是除了老师没人喜欢他，綽號“老师的乖宝贝”。
- 喬辛：他有一个小弟弟，喜欢骑自行车，志向是当环法自行车冠军。
- 馬尚：因为腿长，所以跑得飞快，有个当兵的哥哥。
- 魯夫：老爸是警察，所以他有一个警察专用的哨子。
- 瑪莉‧艾維姬（法語：Marie-Edwige）：她非常可爱。
- 露泽：尼古拉的母亲的朋友的女儿，尼古拉想要长大了娶她。
- 雷克斯（法語：Rex）：他有一条狗走丢了，被尼古拉找到了。他的真名叫琪琪（Kiki）。

## 故事概要
剧情围绕小男孩尼古拉而展开，大部分以1950年代的巴黎为背景，揉和了幽默与孩童的温情。
通过作者戈西尼创造的孩童语言，读者得以充分领会到各个角色的内心想法。
当然所有故事都是发生在孩子身上的，友谊、争吵、师生关系以及小爱情等等，与此同时作者戈西尼也揭露出成人世界的繁杂，诸如邻里关系，应对上司，应对岳父岳母，教育以及家庭纷争等等。

## 典型情节节选
- 尼古拉和他的小朋友们经常一窝蜂地冲过马路去上学，交通警察看了实在担心。所以征得校长的同意给他们上一堂现场的交通秩序课。小同学们能到校外去上课，当然非常高兴。警察叔叔很耐心地教他们以安全的方式过马路，他们马上就学会了。警察叔叔十分满意。可是刚刚宣布下课，这帮小家伙又一窝蜂似的冲过了马路。
- 学校附近开了一家新书店，同学们放学后涌进书店里。老板看见来了这么多客人，高兴极了。可这帮小家伙进去后，只是好奇地东看西问，这也翻翻，那也摸摸，一转身还碰倒一堆书。到最后什么也没买，把店老板气个半死。最后他们还说：这店真好，下次再来。
- 尼古拉喜欢和邻居一个女孩子玩，他喜欢在女孩面前表演翻跟斗。而且他还被邀请参加女孩的生日聚会。当他拿着礼物兴冲冲地跑上门，却发现自己是惟一被邀请的小男生，他不得不坐在一堆叽叽喳喳的女孩中间。女孩的妈妈把尼古拉送回家时，还直夸他是个斯文的小绅士。可回到自己的房间，尼古拉放声大哭，让妈妈莫名其妙。还是爸爸理解他，带他上餐廳、看电影，看的是西部牛仔片，总算让小尼古拉找回了平衡。
- 小淘氣尼古拉有了新鄰居——古拉先生和他的女兒曼娃，尼古拉要和曼娃玩賽跑、滾球、紙牌、跳棋……卻總是贏不過曼娃，但尼古拉還是開心的宣布長大後要和曼娃結婚。[2]

## 获奖
- 2006年：美國圖書館協會知名童书奖（American Library Association Notable Children's Book）
- 2006年和2008年：米尔德里德·L·巴切尔德翻译童书奖（Mildred L. Batchelder Award Honor for translated children's books）[3]

## 中文版

### 《淘氣的尼古拉》
台灣最早是在1977年於「國語日報」開始翻譯連載本作，之後單行本化。
- 出版社：水牛出版
- 譯者：李映萩
- 頁數：380
- 出版日期：1986年5月30日
- 裝訂：平装
- 開本：32開

### 《小淘气尼古拉的故事》
- 出版社：中国少年儿童出版社
- 译者：戴捷
- 页数：684  页
- 出版日期：2005年4月
- ISBN 978-7-5007-7444-0
- 装帧：平装
- 开本：32开
- 套装数量：5
- 分册书目：

1. 小淘气尼古拉的故事1——尼古拉
2. 小淘气尼古拉的故事2——尼古拉的课间休息
3. 小淘气尼古拉的故事3——尼古拉的暑假
4. 小淘气尼古拉的故事4——尼古拉的烦恼
5. 小淘气尼古拉的故事5——尼古拉和他的伙伴们

### 《小淘气尼古拉绝版故事》
- 出版社：中国少年儿童出版社
- 译者：戴捷
- 字体：简体
- 页数：544 页
- 出版日期：2007年10月
- ISBN 978-7-5007-8713-6
- 装帧：平装
- 开本：32开
- 套装数量：10
- 分册目录：

1. 要开学喽！
2. 科豆过生日
3. 木皮先生
4. 欧今叔叔
5. 新邻居
6. 第一名
7. 爸爸的办公室
8. 外出度假
9. 巧克力草莓冰激淩
10. 过家家[4]

### 《小淘氣尼古拉的新故事》
- 出版社：網路與書出版
- 译者：戴捷
- 字体：繁体
- 出版日期：2007年10月3日
- 装帧：平装
- 开本：32开
- 套装数量：3
- 分册目录：

1. 尼古拉回來了
2. 尼古拉的遊樂園
3. 尼古拉的怪鄰居[5]